# Нуова (Милано)
Нуова је насеље у Италији у округу Милано, региону Ломбардија.
Према процени из 2011. у насељу је живело 6 становника. Насеље се налази на надморској висини од 105 м.